# Temnoplectron subvolitans
Temnoplectron subvolitans är en skalbaggsart som beskrevs av Matthews 1974. Temnoplectron subvolitans ingår i släktet Temnoplectron och familjen bladhorningar. Inga underarter finns listade i Catalogue of Life.